# Wilhelm Solheim (botaniste)
Wilhelm G. Solheim I (1898–1978) est un botaniste américain qui a laissé son nom au Wilhelm G. Solheim Mycological Herbarium de l'Université du Wyoming. Son fils Wilhelm G. Solheim II (1924-2014) est un archéologue spécialiste de l'Asie du Sud-Est.

## Sources
- (en) John W. Baxter et Martha Christensen, « Wilhelm Gerhard Solheim (1898-1978) », Mycologia, Mycological Society of America, vol. 71, no 1,‎ jan–feb 1979, p. 45–46 (JSTOR 3759219)